# Chérif Abdeslam
Pour les articles homonymes, voir Abdeslam.
Chérif Abdeslam, né le 1er septembre 1978 à Kouba, dans la wilaya d'Alger. Il évoluait au poste de milieu défensif est un footballeur international algérien. 
Il compte 8 sélections en équipe nationale entre 2005 et 2009.

## Palmarès

### En clubs
- Champion d'Algérie en 2008 avec la JS Kabylie.
- Champion d'Algérie en 2011 avec l'ASO Chlef.
- Vice-champion d'Algérie en 2007 et 2009 avec la JS Kabylie.
- Finaliste de la supercoupe d'Algérie en 2006 avec la JS Kabylie.
- Accession en Ligue 1 en 2002 et 2014 avec le NA Hussein Dey.

### Avec l'équipe d'Algérie
Le tableau suivant indique les rencontres de l'équipe d'Algérie dans lesquelles Chérif Abdeslam a été sélectionné depuis le 8 octobre 2005 jusqu'à 12 août 2009.